# 1-4-1

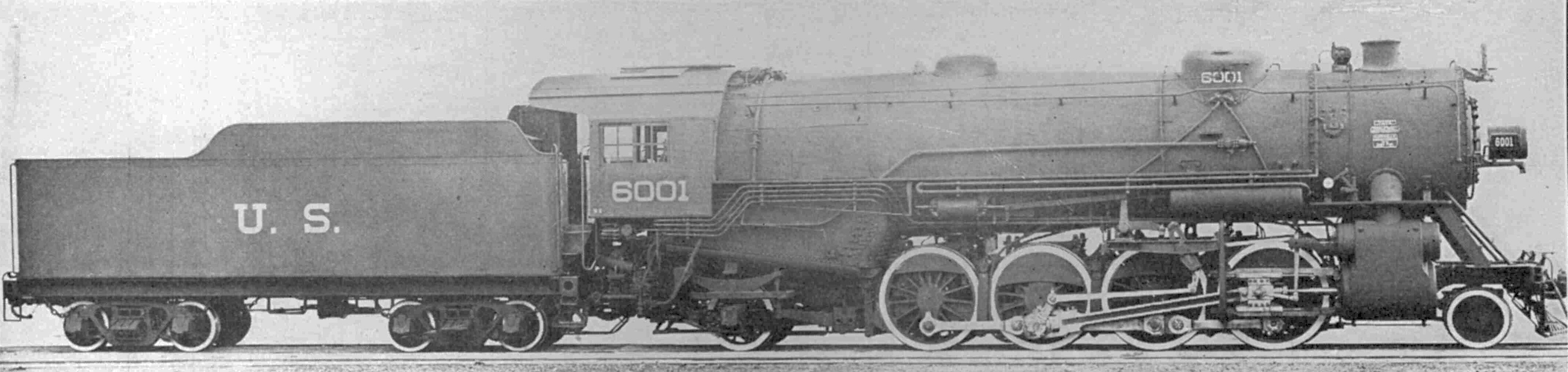

Тип 1-4-1 — паровоз з чотирма рушійними осями в одній жорсткій рамі, однією бігунковою і однією підтримуючою осями. Є подальшим розвитком типів 1-3-1 і 1-4-0.
Інші варіанти запису:
- Американський — 2-8-2
- Французький — 141
- Німецький — 1D1

## Види паровозів 1-4-1
Американський паровоз класу S200 (в роки Другої світової війни експлуатувався на залізницях Єгипту, Лівану, Палестини і Туреччини), російські пасажирські танк-паровози серії Ън, фінські вантажні танк-паровози, Німецькі вантажні паровози серії BR 41.